# Зиньо
Криза́м Се́зар Оливе́йра Фи́льо (порт.-браз. Crizam César de Oliveira Filho; род. 17 июня 1967, Нова-Игуасу), более известен под именем Зи́ньо (порт. Zinho) — бразильский футболист, центральный полузащитник. Чемпион мира 1994 года. Сейчас работает тренером. Комментатор телеканала ESPN Brazil.

## Карьера

### Клубная
Зиньо начал свою карьеру в клубе «Фламенго», дебютировав в основном составе команды 9 марта 1986 года в матче с клубом «Мескита», завершившегося победой «Фла» со счётом 3:1, а в своём четвёртом матче с клубом «Португеза Деспортос» 18 мая он открыл свой голевой счёт, забив один из 5-ти безответных мячей своей команды. В том же году Зиньо выиграл свой первый титул — чемпионат штата Рио, а через год он выиграл с командой и чемпионат Бразилии, но тот год окончился массовым отъездом ведущих игроков из клуба, в результате, к 1988 году, Зиньо, вместе с Бебето, остался, практически, единственным чемпионом Бразилии 1987 года. Лишь два года спустя команда начала набирать обороты, выиграв чемпионат штата, чемпионат Бразилии и бразильский кубок.
В 1993 году Зиньо покинул ряды «Фламенго» и перешёл в «Палмейрас», в котором собрались очень сильные игроки, такие как Эдмундо, Эдилсон, Роберто Карлос и новый тренер команды Вандерлей Лушембурго. И команда в первый же год выиграла чемпионат Сан-Паулу, Бразилии и одержала победу в турнире Рио-Сан-Паулу, а через год повторила успех выиграв, чемпионат страны и турнир Рио-Сан-Паулу. Но с уходом Лушембурго, команда начала «сыпаться», её стали покидать ведущие игроки, в числе которых был и Зиньо, уехавший после чемпионата мира в Японию.
В японском клубе «Иокогама Флюгельс» Зиньо выступал 3 сезона. Где он был одним из лучших легионеров J-лиги, проведя в клубе 110 игр и забив в них 32 гола. Зиньо является одним из лучших игроков чемпионата Японии по средним оценкам за матч журнала SoccerDigest, набирая, в среднем, 6,66 очков за игру.
Зиньо вернулся в Бразилию в 1997 году, вновь присоединившись к «Палмейрасу». С «Вердао» Зиньо выиграл кубок Бразилии, а год спустя отпраздновал победу в кубке Либертадорес. После этого Зиньо перешёл в «Гремио», где снова выиграл чемпионат штата, а также третий раз в своей карьере поднял над головой бразильский кубок. После чего в третий раз перешёл в «Палмейрас», проведя 24 матча. Всего же за «Вердао» Зиньо провёл 333 игры (184 победы, 74 ничьих и 75 поражений), забив 56 голов.
В 2003 году Зиньо перешёл в «Крузейро» и выиграл с этим клубом чемпионат Бразилии. Год спустя в возрасте 36 лет перешёл в родной «Фламенго», но провёл в команде лишь полтора сезона, не всегда попадая даже в состав команды. Всего за «Фламенго» провёл 466 матчей и забил 65 голов. Зиньо доиграл половину сезона в клубе «Нова-Игуасу» и уехал в США.
В Соединённых штатах Зиньо выступал в качестве играющего тренера в клубе «Майами», а в 2008 году, завершив карьеру, возглавил клуб.

### Сборная Бразилии
В сборной Бразилии Зиньо дебютировал 15 марта 1989 года в товарищеской игре с Эквадором. Он был участником двух кубков Америки и одного чемпионата мира, где футболист был одним из «творцов» победы, проведя все семь матчей на турнире. В сборной на мундиале Зиньо выполнял функции опорного полузащитника, по заданию тренера не ходящего в атаку, где Зиньо делал во всех своих командах. Последний матч за сборную Зиньо провёл 15 февраля 1998 года с Ямайкой. Всего же за сборную он сыграл 57 матчей и забил в них 7 голов.

### Тренерская
16 августа 2015 года вошёл в тренерский штаб «Васко да Гама» под руководством Жоржиньо. При его участии Vascão покинули серию A (18-е место в сезоне 2015), победили в чемпионате штата Рио-де-Жанейро 2016 и вернулись в серию A (3-е место в сезоне 2016). 28 ноября 2016 года президент «Васко» Эурико Миранда объявил на пресс-конференции о расставании с Жоржиньо и Зиньо по взаимному согласию.

## Достижения

### Командные
- Обладатель трофея Рио: 1986, 1991
- Чемпион штата Рио-де-Жанейро: 1986, 1991, 2004
- Чемпион Бразилии: 1987, 1992, 1993, 1994, 2003
- Обладатель кубка Гуанабара: 1988, 1989, 2004
- Обладатель кубка Бразилии: 1990, 1998, 2001
- Чемпион турнира Рио-Сан-Паулу: 1993, 1994
- Чемпион мира: 1994
- Обладатель кубка Стэнли Роуза: 1995
- Обладатель кубка Меркосур: 1998
- Обладатель кубка Либертадорес: 1999
- Чемпион штата Риу-Гранди-ду-Сул: 2001

### Личные
- Обладатель Серебряного мяча Бразилии: 1988, 1992, 1994, 1997